# Bekaplermin
Bekaplermin (łac. becaplerminum) – rekombinowany ludzki czynnik wzrostu BB pochodzenia płytkowego, stosowany w celu przyspieszania ziarninowania.

## Mechanizm działania
Bekaplermin to rekombinowany ludzki czynnik wzrostu BB pochodzenia płytkowego (ang. Platelet-derived Growth Factor, PDGF), otrzymywany z komórek drożdży Saccharomyces cerevisiae do których wprowadzono gen kodujący łańcuch B PDGF. Jest to białko dimeryczne o masie cząsteczkowej 24500 Da. Bekaplermin zachowuje aktywność endogennego PDGF, stymulując chemotaktyczne przyciąganie i proliferację komórek biorących udział w gojeniu się ran. Bekaplermin nasila przede wszystkim tworzenie ziarniny.
Badania kliniczne dowiodły, że bekaplermin jest skuteczny w leczeniu owrzodzeń – całkowite wyleczenie zanotowano u 47% pacjentów stosujących miejscowo bekaplermin przez okres 20 tygodni.

## Farmakokinetyka
Badania kliniczne nad farmakokinetyką bekaplerminu prowadzono u pacjentów, u których średnia powierzchnia owrzodzenia wynosiła 10,5 cm2. Po 14 dniach stosowania stwierdzono nieistotne klinicznie wchłanianie bekaplerminu z powierzchni rany.

## Wskazania
Bekaplermin przeznaczony jest do leczenia głębokich, neuropatycznych, przewlekłych owrzodzeń cukrzycowych, których powierzchnia jest mniejsza bądź równa 5 cm2. Preparat powinien być stosowany razem z innymi metodami leczenia tego typu uszkodzeń skóry.
Istnieją klinicznie uzyskane dowody, że bekaplermin jest skuteczny w leczeniu owrzodzeń pachwiny spowodowanych przez naczyniaka krwionośnego.

## Przeciwwskazania
- nadwrażliwość na bekaplermin lub jakikolwiek inny składnik preparatu,
- obecność nowotworu w miejscu stosowania leku lub jego okolicach,
- zakażone zmiany skórne (przed zastosowaniem bekaplerminu należy wdrożyć odpowiednie leczenie przeciwbakteryjne),
- dzieci i młodzież do 18. roku życia (ze względu na brak badań w tej grupie wiekowej),
- ciąża i karmienie piersią (ze względu na brak badań).

## Ostrzeżenia specjalne
1. Leczenie bekaplerminem powinno być prowadzone przez lekarza doświadczonego w leczeniu owrzodzeń pochodzenia cukrzycowego.
2. Przed nałożeniem preparatu owrzodzenie należy starannie opatrzyć, tj. usunąć tkankę martwiczą i zajętą zakażeniem. Należy także poinformować pacjenta o zakazie dźwigania ciężarów.
3. Przed rozpoczęciem leczenia bekaplerminem należy wykluczyć lub rozpocząć terapię innych stanów chorobowych, przede wszystkim zapalenia kości i chorób tętnic obwodowych.
4. Bekaplermin jest lekiem pobudzającym proliferację. Należy zachować szczególną ostrożność w przypadku chorych, u których stwierdzono nowotwór złośliwy.
5. Bekaplermin może być stosowany maksymalnie przez 20 tygodni. Jeżeli po 10 tygodniach nie występuje poprawa, należy poddać ocenie zasadność leczenia[8].
6. Preparat należy przechowywać w lodówce, a po otwarciu zużyć w ciągu 6 tygodni.

## Interakcje
Nie zaleca się jednoczesnego stosowania bekaplerminu i innych leków stosowanych miejscowo w leczeniu owrzodzeń, ze względu na brak badań w tym zakresie.

## Działania niepożądane
Występują często i mają różne nasilenie. Do najczęstszych objawów ubocznych zaliczyć można:
- zakażenia w miejscu stosowania leku (w przypadku wystąpienia zakażenia należy zaprzestać stosowania bekaplerminu i wdrożyć leczenie przeciwbakteryjne),
- zapalenie tkanki łącznej,
- owrzodzenia skóry.

Rzadziej mogą pojawić się również:
- zapalenie kości i szpiku,
- reakcje alergiczne skóry, w tym rumień i ból,
- zmiany skórne typu pęcherzowego,
- obrzęki,
- nadmiernie zarninowanie.

## Preparaty
- Regranex – Janssen-Cilag – żel 15 g, każdy gram zawiera 100 μg bekaplerminu.